# Las garras del águila
Las garras del águila (Título original: When the Eagle Hunts) es el tercer libro de la serie Águila, de Simon Scarrow. Esta saga narra las peripecias de un legionario (optio) llamado Cato y su colega el centurión Macro en las legiones del Imperio Romano a mediados del siglo I d. C.

## Argumento
La Legio II Augusta, bajo el mando del legado Vespasiano, continúa en plena campaña de conquista de Britania integrada en el ejército comandado por el general Aulo Plautio.
La principal resistencia que encuentran las legiones romanas viene de parte de la tribu de los durotriges, que están dirigidos por una casta de peligrosos druidas conocidos como de la Luna Oscura.
Los planes romanos de conquista se verán dificultados por el secuestro por parte de los druidas de la familia del general Plautio. Si el general quiere volver a ver a su familia con vida deberá liberar a los líderes druidas capturados en distintas escaramuzas.
Los legionarios Cato (optio) y Macro (centurión) reciben la misión suicida de adentrarse en territorio enemigo para intentar localizar y liberar a la familia del general. Para ello contarán con la ayuda de dos britanos aliados de los romanos, dos miembros de la tribu de los icenos, el príncipe Prasutago y su prometida Boadicea (antigua amante de Macro).